# The Stardust Memory
《The Stardust Memory》，是日本女歌手小泉今日子的第13張單曲。1984年12月21日發行。

## 簡介
是小泉今日子初次主演的電影《生徒諸君！》（又譯：學生公主）的主題曲。
單曲發行首週即獲得Oricon公信榜單曲週榜冠軍，並蟬聯三個星期。和上張單曲《大和撫子七變化》一起，連續兩張單曲蟬聯冠軍三週。
總出貨量達56萬張，Oricon公信榜統計總銷量為37.4萬張。
1991年11月和另一張單曲《寒風中的擁抱》8cm CD化再發售。

## 收錄曲目
1. The Stardust Memory
  - 作詞：高見澤俊彦、高橋研；作曲：高見澤俊彦；編曲：井上鑑
2. 淚之My Lonely Boy（涙のMyロンリーBoy）
  - 作詞：高見澤俊彦、高橋研；作曲：高見澤俊彦；編曲：井上鑑

### 寒風中的擁抱／The Stardust Memory
1. 寒風中的擁抱（木枯しに抱かれて）
2. The Stardust Memory
3. 寒風中的擁抱（Karaoke）
4. The Stardust Memory（Karaoke）

## 翻唱
The Stardust Memory
- 汪明荃－粵語《迷人Pink Lady》
- 周慧敏－粵語《星河》

## 外部連結
- 寒風中的擁抱／The Stardust Memory 唱片介紹（页面存档备份，存于）